# Споменик природе Група стабала Добри Поток
Споменик природе Група стабала Добри Поток је заштићено природно добро које се налази на у атару села Липеновић на територији општине Крупањ у западној Србији, недалeко од магистралног пута Крупањ—Шабац. Група стабала је законом заштићено 1972. године.

## Опис
Заштићено природно добро обухвата скупину од 25 стабала липе које припадају врстама Tilia grandifolia, Tilia argentea и Tilia parvifolia, као и једно стабло дивље трешње (Prunus avium). Висина стабала је око 20 метара, а просечна старост већа од 100 година. Споменик природе назали се у оквиру црквеног парка Добри Поток који обухвата комплекс око Цркве Успења Пресвете Богородице Добри Поток
.

## Галерија
- Група стабала 1
- Група стабала 2
- Група стабала 3
- Група стабала 4
- Група стабала 5